# Comité de Empresa Europeo
El comité de Empresa europeo es un comité de empresa o procedimiento de información y consulta en las empresas o grupos de empresas de dimensión comunitaria.
La Directiva 94/45/CE del Consejo de 22 de septiembre de 1994 sobre la constitución del comité de empresa europeo o de un procedimiento de información y consulta a los trabajadores en las empresas y grupos de empresas de dimensión comunitaria, establece el procedimiento para la formación o creación de un comité de empresa europeo.
Durante décadas el desarrollo de la participación de los trabajadores en la empresa ha sido potenciado e impulsado desde las instituciones comunitarias.
Esta directiva ha sido introducida en el derecho español por medio de la ley 10/1997, de 24 de abril.
Esta legislación nació con el objetivo de dar información sobre las decisiones clave que afectan a las empresas en el desarrollo de sus adquisiciones.

## Procedimiento
Las empresas de dimensión comunitaria que empleen a 1000 trabajadores o más de los Estados miembros, o 150 trabajadores o más en, por lo menos, dos Estados miembros diferentes; y tengan centros de trabajo en distintos Estados miembros de la UE y el resto de los estados que forman parte del acuerdo sobre el Espacio Económico Europeo podrán constituir un comité de empresa europeo.

## Composición
El Comité de Empresa Europeo está compuesto por:
Un miembro en representación de los trabajadores en cada estado miembro en que la empresa tenga centros de trabajo, o en el que se halle situada la empresa que ejerce el control de un grupo de empresas de dimensión comunitaria.
O en aquellos Estados miembros donde se hallen empleados porcentajes significativos del total de trabajadores de la empresa.
Si el número de miembros del comité de empresa europeo es superior a 12, se elige un comité restringido de 3 miembros, que se encargará de recibir la información y asistir a las reuniones.

## Competencias
El Comité de Empresa Europeo tiene derecho:
- A ser informado y consultado sobre las cuestiones que afecten al conjunto de la empresa o grupo de empresas de dimensión comunitaria, o al menos, a dos centros de trabajo o empresas del grupo situados en Estados miembros diferentes.
- A mantener, al menos, una reunión anual con la dirección central.
- A ser informado, con antelación necesaria para que su criterio pueda ser tenido en cuenta en las decisiones adoptadas.

## Requisitos
La información y consulta de empresas comunitarias comprenderá a la totalidad de la empresa, o a dos empresas en dos Estados miembros.
- El comité estará compuesto por un mínimo de 3 y un máximo de 30 miembros.
- Adoptará sus propias reglas de procedimiento.
- Tiene derecho a reunirse con la Dirección central anualmente para obtener información.
- Antes de cualquier reunión con otras direcciones tendrá derecho a reunirse sin la presencia de esta.
- Los miembros del comité informarán a los representantes de los trabajadores del contenido de la reunión.
- Los gastos operativos del comité serán financiados por la dirección central.

## Otras consideraciones
La directiva sobre el Comité de Empresa Europeo (CEE) supuso un importante avance en la dimensión europea de las relaciones laborales. A través de la directiva del Consejo de 17 de diciembre de 1997 la norma se constituyó en aplicable en el Reino Unido. En el año 2000 la Comisión Europea llevó a cabo una estadística sobre la aplicación de la directiva.
En el 2003 la Comisión llega a la necesidad de hacer una modificación; su razón prevalece en los cambios producidos desde que se creó la norma, como por ejemplo el gran aumento de los procesos de transnacionalización de las inversiones y de las empresas.
Sin tener en cuenta la modificación mencionada anteriormente, sería importante una mayor y mejor articulación entre la acción de los comités de empresa europeos, los ámbitos nacionales de negociación colectiva, y el diálogo social europeo.
En cuanto a las reuniones del comité, resaltar que los miembros de dicho comité y de la comisión negociadora, junto con los expertos que puedan estar presentes, no están autorizados a revelar la información que se comunique como confidencial. Esta obligación de confidencialidad permanecerá a pesar de la finalización del mandato.
Cuando se produzcan cambios significativos en la estructura de la empresa, por ejemplo en adquisición o fusión, el comité debe ser adaptado.
La adaptación se efectuará sobre las cláusulas del acuerdo aplicable. Cuando sea necesario se abrirá la negociación de un nuevo acuerdo, en la que han de participar los miembros del comité. Para facilitar la información durante este proceso el comité existente debe seguir funcionando eventualmente mientras no se celebre ese acuerdo. Cuando se firme el nuevo acuerdo se disolverá el anterior comité, y finalizar los acuerdos que lo constituyeron.
Los acuerdos deben ser formalizados por escrito, y presentados ante la autoridad laboral competente, para que sean registrados, depositados y publicados oficialmente.
los miembros del comité de empresa europeo gozan de la misma protección y garantías similares a las previstas en la legislación nacional para los representantes de los trabajadores.

## Implantación de los comités de empresa europeos en España
Desde que entró en vigor la Directiva 94/45/CE, en septiembre de 1994 sobre la constitución de los comités de empresa europeos, ha seguido una trayectoria hasta su implantación en España, que ha sido análoga a la que ha tenido lugar en la Unión Europea. A pesar de esta evolución las tasas de cobertura de las empresas multinacionales con sede central en España han sido inferiores a la media europea. Las multinacionales españolas por los mercados latinoamericanos con la exención en la obligación de crear un comité, y la existencia de una concepción cultural de la patronal española reclama el control del poder de la empresa con los trabajadores.
- Datos: Q1377667